# QMC@home
QMC@home (Quantum Monte Carlo at home) è un progetto di calcolo distribuito che vuole predire la reattività e la struttura delle molecole sfruttando dei metodi chimici quantistici ed un generatore casuale "Monte Carlo".
Poiché la meccanica quantistica è una scienza molto complessa, spesso i calcoli necessari raggiungono grandezze difficilmente affrontabili. Al contrario, per l'utilizzo pratico in sperimentazioni reali, non è necessario raggiungere la massima precisione ma sono sufficienti delle configurazioni promettenti che andranno verificate, appunto, per via sperimentale. L'utilizzo del metodo Monte Carlo è quindi possibile e consente di semplificare di molto il lavoro, rendendo inoltre i calcoli altamente parallelizzabili e perciò adatti ad essere svolti tramite il calcolo distribuito.
Il progetto cominciò il beta testing il 23 maggio 2006 ed ha sede nell'Università di Münster in Germania. Viene finanziato tramite il programma 424 "Molecular Orientation as a Function in Chemical Systems" del Deutsche Forschungsgemeinschaft (Fondazione Tedesca per la Ricerca).

## Software
La parte di calcolo è svolta da un software che utilizza la struttura del Berkeley Open Infrastructure for Network Computing ed è usabile su GNU/Linux, macOS e Microsoft Windows.